# Rosa cziragensis
Rosa cziragensis — вид рослин з родини розових (Rosaceae); ендемік Дагестану.

## Поширення
Ендемік Кавказу — Дагестану.